# Dragan Rakić
Dragan Rakić, hrvaški častnik in narodni heroj, * 10. oktober 1914, † 19. januar 1959.

## Življenjepis
Rakić, po poklicu kmet, se je leta 1941 pridružil NOVJ in KPJ ter bil eden od organizatorjev NOG v okolici Gospića. Med vojno je bil poveljnik bataljona Stojan Matić, poveljnik 2. brigade 6. divizije,...
Po vojni je bil poveljnik obmejne brigade, načelnik štaba Poveljstva obmejnih enot Jugoslavije,...

## Odlikovanja
- narodni heroj
- red za hrabrost (3x)
- red zaslug za ljudstvo z zlato zvezdo